# Henry Harris
Henry Harris, FRS FAA (28 de janeiro de 1925 – 31 de outubro de 2014) foi um médico australiano. Foi professor de medicina da Universidade de Oxford.

## Obras
- Harris, Henry (1970). Cell Fusion. Oxford: Clarendon Press. ISBN 0-19-857344-8
- Harris, Henry (1974). Nucleus and cytoplasm. Oxford: Clarendon Press. ISBN 0-19-854125-2
- Harris, Henry (1979). Scientific models and man. Oxford and New York: Clarendon Press and Oxford University Press. ISBN 0-19-857168-2
- Harris, Henry (1987). The balance of improbabilities : a scientific life. Oxford: Clarendon Press. ISBN 0-19-858217-X
- Harris, Henry (1993). Hippolyte's club foot : the medical roots of realism in modern European literature. Oxford: Clarendon Press. ISBN 0-19-951362-7 (The Romanes Lecture for 1993).
- Harris, Henry (1995). The cells of the body : a history of somatic cell genetics. Cold Spring Harbor, N.Y: Cold Spring Harbor Laboratory. ISBN 0-87969-533-1
- Harris, Henry (2000). The Birth of the Cell. [S.l.]: Yale University Press. ISBN 0-300-08295-9
- Harris, Henry (2002). Things Come to Life: Spontaneous Generation Revisited. [S.l.]: Oxford University Press. ISBN 0-19-851538-3
- Harris, Henry (2006). Remnants of a Quiet Life. [S.l.]: Twin Serpents Limited. ISBN 1-905524-27-7